# Marguerite Fourrier
Marguerite Fourrier va ser una tennista francesa que va competir a cavall del segle xix i el segle xx. El 1900 va prendre part en els Jocs Olímpics de París, on va disputar la prova individual femenina de tennis, que finalitzà en cinquena posició.